# Châtillon-sur-Seine
Châtillon-sur-Seine is een stad en gemeente in het Franse departement Côte-d'Or (regio Bourgogne-Franche-Comté). De plaats maakt deel uit van het arrondissement Montbard. De stad ligt aan de rivier de Seine. Châtillon-sur-Seine telde op 1 januari 2022 5.404 inwoners.
In het centrum van het stadje staat een bron, waar de Douix uit een grot ontspringt. De Saint-Vorleskerk werd gebouwd aan het einde van de tiende eeuw en haar toren in de twaalfde eeuw. In het museum Musée du Pays Châtillonnais, gevestigd in het renaissancepaleis Maison Philandrier, zijn de vondsten uit en de reconstructie van het Vorstengraf (Vix) te zien.

## Geschiedenis
De stad is ontstaan in een meander van de Seine. De rechteroever loopt hier steil op tot 250 meter hoogte. De hertogen van Bourgondië hadden hier een kasteel. De minder steile linkeroever werd pas later bebouwd. Hier ontstond de wijk Chaumont bij het kasteel van de familie Marmont.
Begin 1814 kwamen in Châtillon vertegenwoordigers van Napoleon en van de geallieerden van de Zesde Coalitie samen voor vredesbesprekingen. Het Congres van Châtillon leidde niet tot een vredesakkoord. De vertegenwoordigers kwamen samen in het nog bestaande herenhuis in de Rue du Congrès 3.

## Geografie
De oppervlakte van Châtillon-sur-Seine bedroeg op 1 januari 2022 33,15 vierkante kilometer; de bevolkingsdichtheid was toen 163 inwoners per km².
De onderstaande kaart toont de ligging van Châtillon-sur-Seine met de belangrijkste infrastructuur en aangrenzende gemeenten.

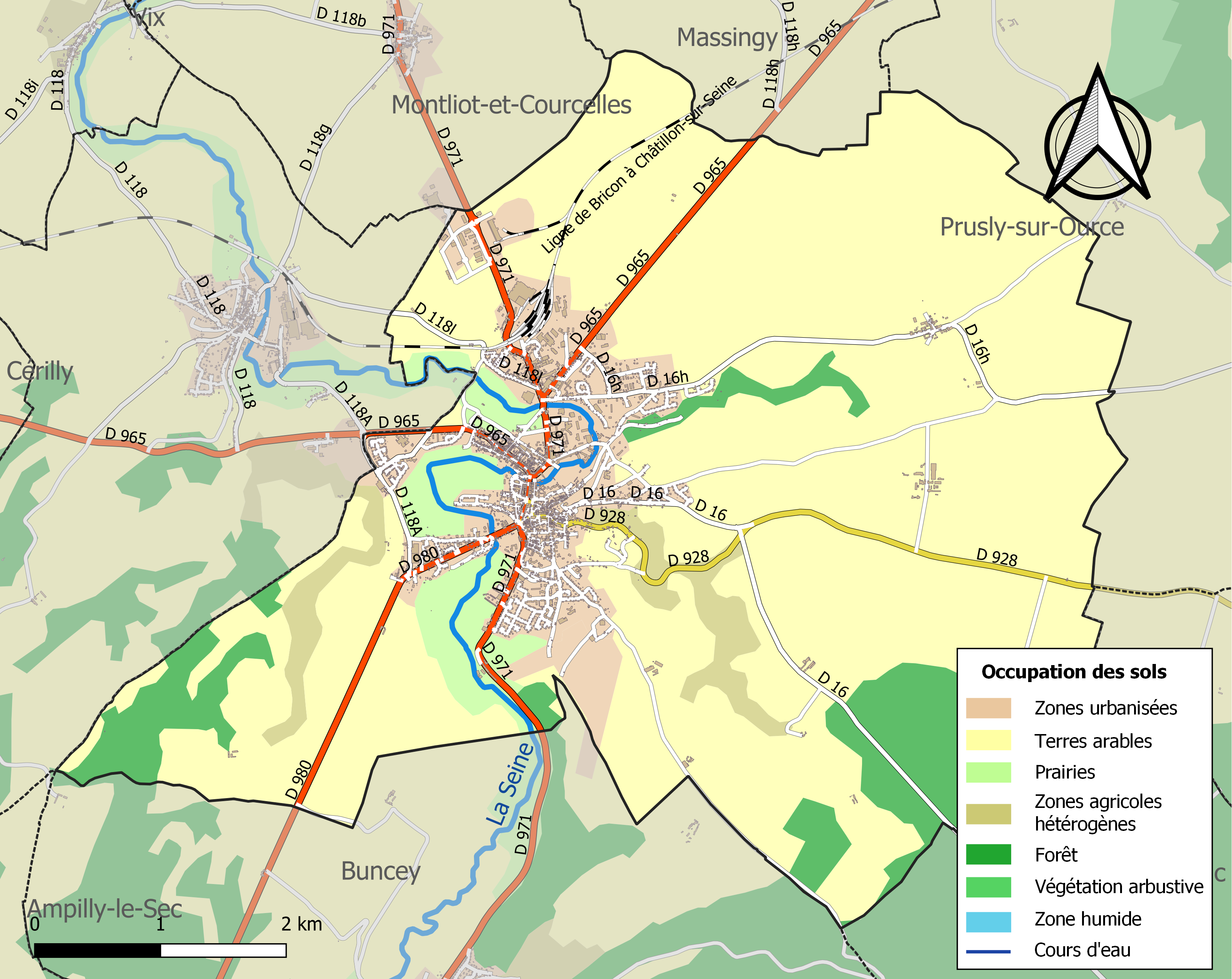

## Demografie
Onderstaande figuur toont het verloop van het inwonertal (bron: INSEE-tellingen).

## Geboren
- Auguste de Marmont (1774-1852), militair
- Alice Prin (1901-1953), bekend als Kiki de Montparnasse, zangeres, actrice, kunstenaarsmodel, schilderes en memoireschrijfster
- Bertrand Lavier (1949), beeldhouwer
- Olaf Koens (1985), Nederlands tv-journalist